# ハムサンドイッチ

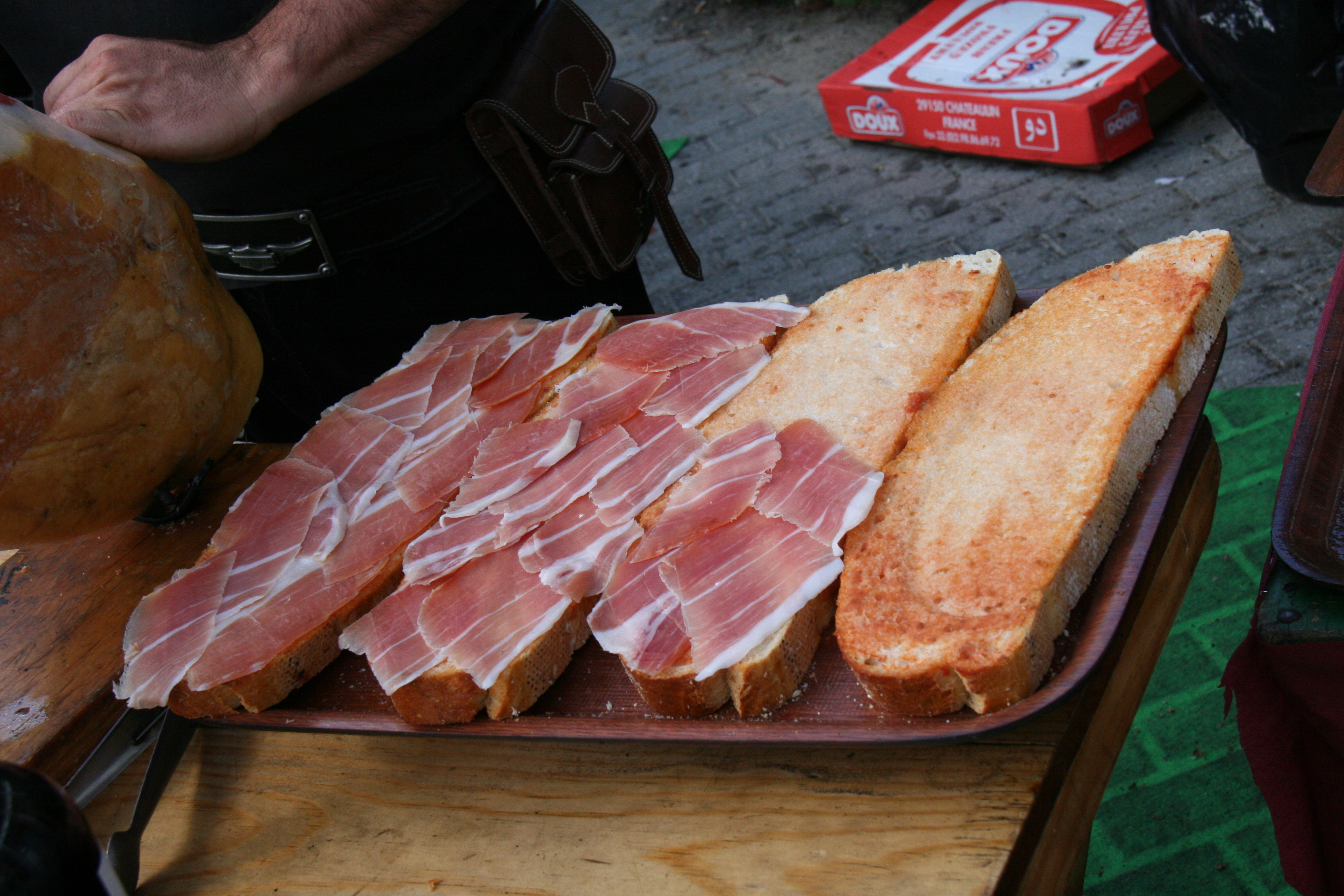
トーストしたパンと生ハムで作ったハムサンドイッチ

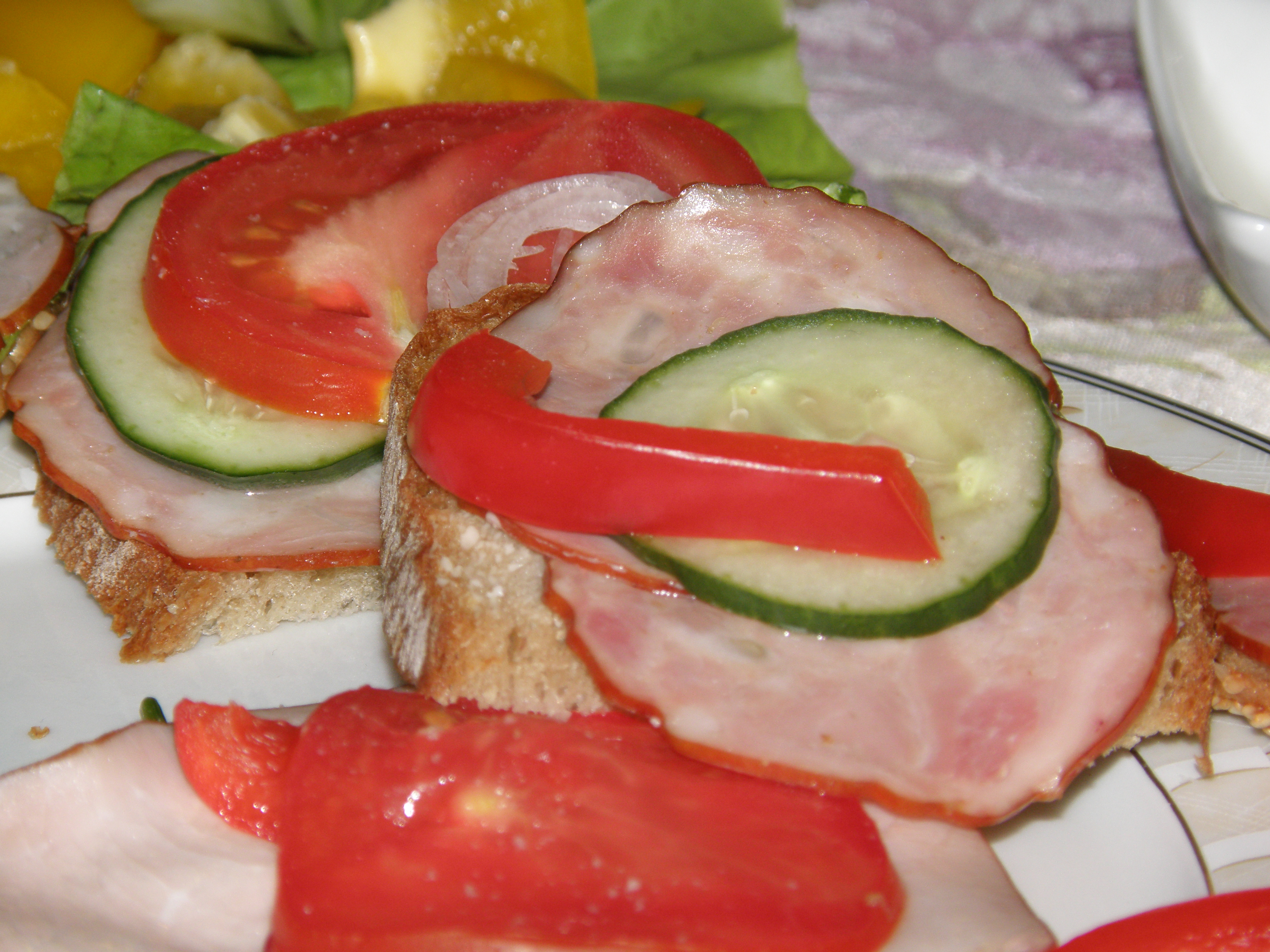
キュウリとトマトとハムのサンドイッチ

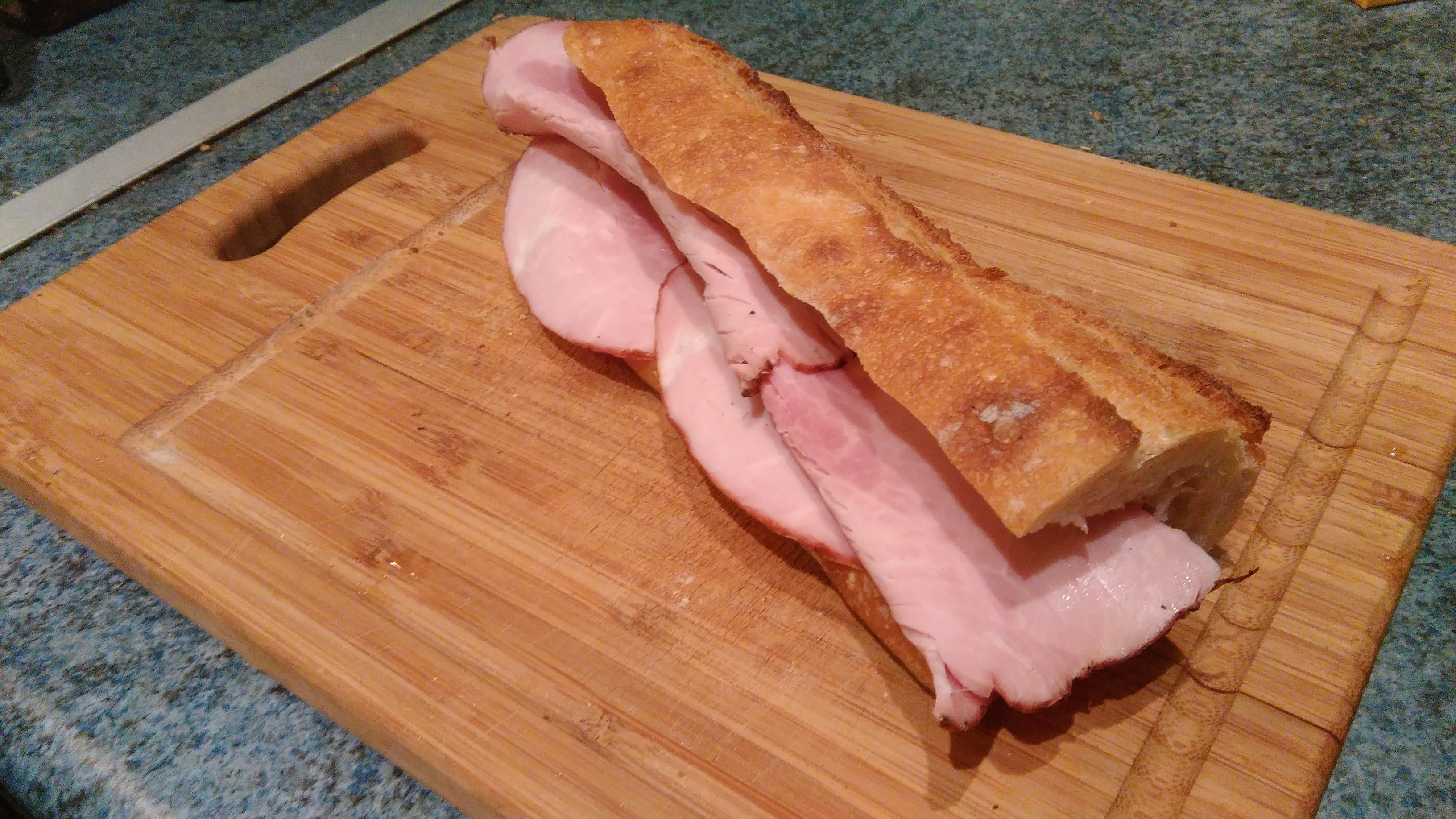
フランスのハムサンドイッチの一種、ジャンボンブール

ハムサンドイッチ（英語: Ham sandwich）は、パンにハムを挟んだサンドイッチの一種である。パンは生のものもトーストしたものもどちらも使われ、好みでバターがつけられる。

## 歴史
ハムサンドイッチは、記録にある中で最古のクローズドサンドイッチの1つである。 1850年までに、少なくとも70のロンドンの露店がそれを提供していた。18世紀のイギリスでは、サンドイッチはまだスペイン料理と密接な関係があった。スペインで広くハムが消費されていたことを考えると、当時、ハムサンドイッチも好まれていた可能性がある。また、1850年代にロードアイランド州プロビデンスのメルローズセントでクローズドフェイスサンドイッチの記録がある。

## 消費
2001年に実施した調査では、ハムはチーズに次いで2番目に人気のある具材であるという結果が出、ブリティッシュサンドイッチ協会はハムサンドイッチが英国で最も人気のあるサンドイッチであるとした 。また2008年にフランスで食べられた18億個のサンドイッチのうち70％はハムサンドイッチであり、フランスの経済分析会社は各国の価格を比較するためにビッグマック指数のような「ジャンボンブール指数」を開始した。 
世界最長のハムのサンドイッチは、2009年にスペイン、パンプローナで肉屋のニコ・ヒメネスによって作成された。 

## 健康
2009年、 世界がん研究基金は、加工肉に腸がんのリスクがあるため、親は子供たちにハムサンドイッチを食べさせすぎないよう警告した。2000年にはイギリスでハムサンドイッチが豚熱の発生を引き起こした疑いがある 。